# Lý Thủ Trinh
Lý Thủ Trinh (? - 17 tháng 8, 949) là một vị tướng phục vụ cho triều Hậu Tấn và Hậu Hán thời Ngũ Đại Thập Quốc. Ông cũng có một thời gian ngắn quy thuận triều Liêu. Trong suốt thời kì trị vì của vị hoàng đế thứ hai của Hậu Hán là Lưu Thừa Hựu, ông đã bị nghi ngờ bởi những đại thần phò tá vị vua trẻ và cuối cùng ông đã khởi binh nổi dậy. Cuộc nổi dậy đã bị tướng nhà Hậu Hán là Quách Uy dẹp tan và bản thân ông thì phải tự sát.

## Thân Thế
Sử sách không đề cập đến Lý Thủ Trinh sinh ra ở thời gian nào. Chỉ biết rằng ông đến từ Hà Dương (nay thuộc Tiêu Tác, Hà Nam). Thời trẻ, mặc dù nghèo khổ nhưng ông được cho là người thông minh và mạnh mẽ. Khi Thạch Kính Đường là Tiết độ sứ Hà Dương dưới quyền cha vợ là hoàng đế Hậu Đường Lý Tự Nguyên, ông đã được đề bạt làm Khách Tỉnh Sứ (客省使). Sau đó, khi Thạch chuyển đi các trị sở khác, Lý Thủ Trinh cũng đi theo và tiếp tục phục vụ cho ông ta.

## Thời Hậu Tấn

### Thời Hậu Tấn Cao Tổ
Sau khi Thạch Kính Đường cướp ngôi của Hậu Đường Mạt Đế Lý Tùng Kha (con nuôi của Minh Tông Lý Tự Nguyên) vào năm 936 và thành lập nhà Hậu Tấn, ông đã phong Lý Thủ Trinh làm Khách Tỉnh Sứ của triều đình . Năm 940, khi tiết độ sứ An Viễn (nay thuộc Hiếu Cảm, Hồ Bắc) là Lý Kim Toàn nổi dậy chống lại Thạch Kính Đường, hoàng đế Hậu Tấn sai Mã Toàn Tiết tấn công Lý Kim Toàn . Trong thời gian chiến dịch nổ ra, Lý Thủ Trinh là giám quân trong quân đội của Mã , sau đó thì Lý Kim Toàn đã tháo chạy đến Nam Đường và Hậu Đường chiếm lại được An Viễn , Lý Thủ Trinh được phong làm Tuyên Huy sứ (宣徽使) 

### Thời Xuất Đế
Sau khi Thạch Kính Đường qua đời năm 942 và Thạch Trong Quý lên ngôi, Lý Thủ Trinh được phong làm chỉ huy của cấm cung kị binh và là tiết độ sứ Nghĩa Thành (trị sở ở An Dương, Hà Nam).
Năm 944, mối quan hệ giữa vua Liêu Thái Tông - người đã hỗ trợ và giúp Thạch Kính Đường lập nên nhà Hậu Tấn và Thạch Trọng Quý đã trở nên thù nghịch dẫn đến việc nước Liêu dẫn quân đánh Hậu Tấn. Lý Thủ Trinh là một trong những vị tướng được sai đi chống Liêu . Khi mà tướng Liêu Gia Luật Ma Đáp (耶律麻荅) cố gắng tấn công trực diện Thạch Trọng Quý trong suốt chiến dịch, Lý Thủ Trinh đã ngăn chặn và đánh bại hắn. Sau khi chiến dịch kết thúc, Thạch Trọng Quý, trong khi giữ Lý Thủ Trinh lại làm giám quân, cũng như phong ông làm thứ sử Thái Ninh (Tế Ninh, Sơn Đông).
Sau đó, khi Dương Quang Viễn - thái thú Bình Lư (Duy Phường, Sơn Đông) được sự trợ giúp của Liêu và nổi loạn, Xuất Đế đã sai Lý Thủ Trinh tấn công Dương  (Lý do ông được phái đi vì Xuất Đế biết cả hai người có hiềm khích nhau). Năm 945, con trai Dương Quang Viễn là Dương Thừa Huân đã bắt giam ông ta và đầu hàng Lý Thủ Trinh. Thạch Trong Quý tin rằng Dương Quang Viễn đáng chết, nhưng không muốn xử tử công khai nên đã sai Lý Thủ Trinh sai người đánh chết ông ta, sau đó thông cáo rằng Dương Quang Viễn chết do bệnh tật . Quan lương của Dương là Tống Nhan, người đã ủng hộ Dương tạo phản bị ra lệnh xử tử, nhưng đã hối lộ Lý Thủ Trinh châu báu, thê thiếp, ngựa để mong được khoan hồng. Vì vậy Lý đã giấu ông ta khỏi các quan triều đình. Tuy nhiên, Xu mật sứ Tang Duy Hàn nhận được tin Lý che giấu Tống Nhan, gửi người tìm doanh trại của Lý và xử tử Tống Nhan, Lý rất căm ghét Tang Duy Hàn sau vụ việc đó. Lý Thủ Trinh cũng bắt đầu căm ghét quân lính của mình và đã ban thưởng trong quân bằng những thứ không giá trị như trà, gỗ màu, gừng và thảo mộc. Lính của ông nhận được và cột chúng thành chùm rồi treo trên cây, gọi là " Đầu của Thủ Trinh". Tuy nhiên. sau khi khải hoàn trở về Khai Phong, ông được phong Đồng Trung Thư Môn Hạ Bình Chương Sự và được ban một biệt phủ của Dương Quang Viễn ở Khai Phong - nơi sau đó được Lý mở rộng ra, được cho rằng là biệt phủ lớn nhất ở Khai Phong. Xuất Đế đã bày yến tiệc ăn mừng công của Lý và ban thưởng ông rất nhiều so với những người khác.
Cuối năm 944, Liêu Thái Tông mở một chiến dịch tấn công vào lãnh thổ của Hậu Tấn, gây thiệt hại nghiêm trọng cho người dân phía Bắc sông Hoàng Hà. Quân Liêu rút quân vào mùa xuân năm 945, Xuất Đế sai Đỗ Uy (chồng của em gái Thạch Kính Đường) và Lý Thủ Trinh dẫn quân truy sát. Hai người tiến quân vào đất Liêu, chiếm Kỳ Châu và Thái Châu (thuộc Bảo Định), nhưng sau đó nhận được tin báo là quân Liêu quay lại và tấn công. Lý và Đỗ cố gắng rút quân nhưng bị bao vậy ở Dương Thành (Bảo Định). Đỗ Uy sợ hãi nhưng phải miễn cưỡng tấn công quân Liêu, nhưng Phù Ngạn Khanh đã thuyết phục Lý Thủ Trinh  ra lệnh tấn công quân Liêu trong lúc bão cát (điều này sẽ che đậy những bất lợi về quân số của quân Hậu Tấn). Phù Ngạn Khanh, Trương Ngạn Trạch, Dược Nguyên Phúc và Hoàng Phủ Ngộ tấn công quân Liêu rất dữ dội làm cho chúng hoảng sợ bỏ chạy. Sau khi trở về từ chiến dịch, Lý Thủ Trinh được chuyển làm Quy Đức tiết độ sứ (trị sở ở Thương Khâu, Hà Nam). Cuối năm 945, Xuất Đế sai Lý đóng quân ở Thiền Châu (Bộc Dương, Hà Nam), để chống lại quân Liêu. Trong lúc đó, vẫn còn giận Tang Duy Hàn, cùng với thân tín của Xuất Đế là Phùng Ngọc và Lý Ngạn Thao đã vu cáo Tang Duy Hàn tạo phản để Xuất Đế thay Tang bằng con trai của Cao Tổ là Thạch Trọng Duệ. Tang Duy Hàn bị cách cùng lúc hai chức vụ là tể tướng và xu mật sứ và bị thay thể bở Triệu Oánh và Lý Tung . Trong khoảng thời gian đó, ông được chuyển làm tiết độ sứ Thiên Bình (Thái An, Sơn Đông).
Năm 946, có tin báo rằng từ Định Châu (Bảo Định, Hà Bắc) quân Liêu đang lên kế hoạch tấn công Hậu Tấn. Xuất Đế đã sai Lý Thủ Trinh ra chiến trường để chống Liêu với Hoàng Phủ Ngộ là phó tướng. Tuy nhiên, đây là tin báo sai sự thật, Lý, sau một số trận đánh nhỏ ở biên giới, trở về Thiều Châu (Ở thời điểm đó, Lý Ngạn Thao đã nắm quyền lực rất lớn giống như thân tín của Xuất Đế, luôn theo dõi Lý Thủ Trinh. Lý Thủ Trinh ngoài mặt thì tôn trọng Lý Ngạn Thao nhưng trong lòng thì căm ghét ông ta). Trong lúc đó, quân của Lý Thủ Trinh thường đi qua Quảng Tấn (Hàm Đam, Hồ Bắc), Đỗ Uy, người sau đó là tiết độ sứ Thiên Hùng (trị sở ở Quảng Tấn), thường có cơ hội đón tiếp Lý và tặng ông vàng, lục, giáp và quân tinh nhuệ, vì thế hai người đã kết bằng hữu. Bất cứ khi nào Xuất Đế bày yến tiệc khao thưởng Lý Thủ Trinh và khen ngợi ông về những chiến công ngoài chiến trường, Lý cũng khen ngợi Đỗ Uy về những đóng góp của ông ta, đề xuất rằng trong tương lai, nếu Bắc Phạt đánh Liêu, Lý và Đỗ sẽ cùng hợp tác nhau, Xuất Đế đồng ý với kiến nghị đó.
Năm 946, có tin đồn rẳng tướng Liêu là Triệu Diên Thọ - trước đó là tướng của Hậu Đường nhưng đã bị Khiết Đan bắt dẫn đến việc Hậu Đường bị sụp đổ, có ý định đầu hàng Hậu Tấn. Lý Tung và Phùng Ngọc tin vào điều này nên đã sai Đỗ Uy viết một lá thư cho Triệu, cổ vũ ông ta tạo phản, và cử Triệu Hành Thực người trước kia từng phục vụ dưới trướng Triệu Diên Thọ, làm người đưa thư. Triệu Diên Thọ muốn lừa Hậu Tấn vào bẫy nên đáp rằng "Tôi ở ngoại quốc đã lâu và muốn trở lại Trung Hoa. Mong các vị đem quân đến hỗ trợ và tôi sẽ theo các vị về". Sau đó, theo lệnh của Liêu Thái Tông, tướng giữ Doanh Châu (Thương Khâu) là Lưu Diên Tộ dâng đất đầu hàng Hậu Tấn. Xuất Đế bèn sai Lý Thủ Trinh và Đỗ Uy Bắc Phạt, với mục tiêu trước lấy lại Yên Vân thập lục châu (những đất đai mà Cao Tổ dâng cho Liêu lúc trước) sau đó tiêu diệt Liêu. Triệu Oánh chống lại điều này, chỉ ra rằng Đỗ Uy mặc dù có chức vị cao nhưng thường không thấy thỏa mãn vị trí của mình, và kiến nghị Lý Tung và Phùng Ngọc cho Lý Thủ Trinh tự mình chỉ huy quân đội. Tuy nhiên, kiến nghị này không được nghe theo. Khi Đỗ Uy và Lý Thủ Trinh tấn công, họ đã gặp phải quân đội do đích thân vua Liêu chỉ huy và bị bao vây ở cầu Trung Độ (Bảo Định). Liêu Thái Tông hứa sẽ cho Đỗ Uy làm hoàng đế nếu ông ta đầu hàng, Lý và Đỗ đã đồng ý (trong khi làm nghi thức đầu hàng, Thái Tông đã sai Triệu Diên Thọ khoác áo choàng cho Đỗ với ý mỉa mai). Liêu Thái Tông sau đó tiếp tục Nam hạ. Ông ta phong Lý Thủ Trinh chức Tư Đồ cũng như tiếp tục cho làm tiết độ sứ Thiên Bình, sai Lý và Đỗ đi theo đánh Hậu Tấn. Quân Hậu Tấn mất toàn bộ quân đội (do đã giao cho Lý và Đỗ trước đó) nên không còn khả năng phòng thủ, Khai Phong bị thất thủ và Xuất Đế buộc phải đầu hàng - Hậu Tấn sụp đổ. Sau đó, Liêu Thái Tông tiến vào Đại Lương.

## Thời Liêu chiếm đóng
Sau khi tiến vào Khai Phong, Liêu Thái Tông tuyến bố ông là hoàng đế Khiết Đan và Trung Hoa. Tuy nhiên, ông ta đã bị nhân dân Trung Nguyên phản kháng dữ dội do đã cho quân đi cướp bóc. Để đối phó, ông triệu tập các tướng Hậu Tấn đến Khai Phong để cho họ bày tỏ sự trung thành và giữ họ lại ở đó (điều này có lẽ đã làm cho quân của họ nổi loạn) - bao gồm cả Lý Thủ Trinh và Đỗ Trọng Uy (đổi sang Đỗ Uy do kị húy Thạch Trong Quý trước đó nhưng trở lại như cũ sau khi Hậu Tấn sụp đổ). Trong thời gian ở Khai Phong, mỗi khi người dân thấy Lý và Đỗ trên phố thì sẽ chửi rủa họ nhưng hai người không có biểu hiện của sự xấu hổ.

## Thời Hậu Hán
Năm 947, tiết độ sứ Hà Đông của Hậu Tấn là Lưu Tri Viễn xưng đế, lập triều Hậu Hán. Lúc này Liêu Thái Tông mệt mỏi với việc phản kháng của người Trung Nguyên và quyết định rút về Liêu (tuy nhiên ông ta đã chết trên đường trở về). Lưu Tri Viễn dễ dàng tiến quân về Khai Phong và chiếm lại các vùng đất trước đó của Hậu Tấn. Khoảng mùa hạ năm 947, Lý Thủ Trinh đã thỉnh cầu đầu hàng Hậu Hán. Lưu Tri Viễn vì thế đã cho ông là tiết độ sứ Hộ Quốc (Vận Thành, Thiểm Tây) và ban cho ông chức Trung Thư Lệnh.
Năm 948, Lưu Tri Viễn qua đời và được kế vị bởi Lưu Thừa Hữu. Theo di chiếu của Lưu Tri Viễn, những đại thần cấp cao (Tô Phùng Cát, Dương Bân, Thạch Hoằng Chiêu, và Quách Uy) được giao phó phò tá tân hoàng đế. Lưu Tri Viễn cũng yêu cầu "phải đề phòng Đỗ Trọng Uy" nên các đại thần đã ra lệnh xử tử ông ta sau khi Cao Tổ qua đời. Do có quan hệ bằng hữu với Đỗ Trọng Uy và cả hai từng hàng Liêu trước đó, Lý Thủ Trinh sợ mình sẽ là mục tiêu tiếp theo nên đã ý định tạo phản. Ông tin rằng mình là tướng cũ của Hậu Tấn (Hậu Hán kế tục Hậu Tấn) và cho rằng quân đội Hậu Hán sẽ quay sang ủng hộ mình, đồng thời khinh miệt các nhiếp chính của Hậu Hán. Lý Thủ Trinh gửi thư cho Liêu quốc (lúc đó Liêu chủ là cháu của Thái Tông hoàng đế - Liêu Thế Tông), nhưng lá thư đã bị Hậu Hán bắt được nên các nhiếp chính bắt đầu có sự phòng bị. Lý Thủ Trinh cũng được một nhà sư là Tông Luân ủng hộ khởi nghĩa vì ông này đã dự đoán Lý sẽ thành hoàng đế . Một thầy bói khác nói rằng con dâu ông là Phù thị (con gái Phù Ngạn Khanh, vợ của con trai ông là Lý Sùng Huấn) sẽ là Hoàng Hậu, điều này càng làm ông muốn tạo phản.

## Chống Hậu Hán
Hè năm 948, Lý Thủ Trinh tạo phản chống lại Hậu Hán ở Hộ Quốc, tự xưng là Tần vương. Lý Thủ Trinh trao cho Triệu Tư Quán,Vương Cảnh Sùng chức Tiết độ sứ Vĩnh Hưng và Phượng Tường, trong khi Cảnh Sùng bắt liên lạc với Hậu Thục, để cầu viện trợ.
Hậu Hán ban đầu sai Bạch Văn Kha là tiết độ sứ Bảo Nghĩa (trị sở ở Tam Môn Hiệp, Hà Nam) đi dẹp loạn. Nhưng Bạch và các tướng Hậu Hán được phái đi bất hòa nhau nên không tiến quân được. Để xử lý vấn đề, Quách Uy đã được sai đến chỉ huy quân sĩ cho việc dẹp loạn. Theo lời khuyên Phùng Đạo, chỉ ra rằng tướng sĩ cũ vẫn còn trung thành với Lý Thủ Trinh, nên Quách Uy đã ban thưởng rất nhiều cho họ để lôi kéo họ về phía mình. Nghe theo thỉnh cầu của Hồ Ngạn Kha là tiết độ sứ Trấn Quốc (Vị Nam, Thiểm Tây), Quách Uy không tấn công Vĩnh Hưng như kế hoạch ban đầu và Phượng Tường, mà quyết định tập trung đánh Lý Thủ Trinh ở Hộ Quốc trước. Quách tin rằng Lý Thủ Trinh sụp đổ sẽ kéo theo hai người còn lại.
Quân của Quách Uy tiến quân đến thủ phủ Hộ Quốc là Hà Trung. Lý Thủ Trinh đoán rằng quân lính sẽ quay sang ủng hộ ông ta nhưng cuối cùng do đã nhận thưởng từ Quách Uy nên không còn trung thành với Lý nữa, vì thế họ bắt đầu vây thành làm cho ông buồn phiền. Các thuộc hạ của Quách Uy thấy được nên khuyên ông ta đánh nhanh, nhưng Quách chỉ ra rằng sẽ gây thiệt hại rất nặng vì Hà Trung phòng thủ nghiêm ngặt và Lý Thủ Trinh thì có kinh nghiệm chiến đấu tốt. Vì thế, Quách Uy chủ trương bao vây lâu dài để tiêu hao sinh lực quân của Lý. Vòng vây càng siết chặt, Lý Thủ Trinh cố gắng thoát ra nhưng thất bại. Ông cũng cầu viện Nam Đường và Hậu Thục nhưng các sứ giả của ông đều bị bắt. Khi Lý hỏi Tông Luân về dự đoán của mình, Tông chỉ ra rằng là do tai họa giáng xuống, nhưng sau khi chịu thiệt hại nặng thì ông sẽ xoay chuyển tình thế và chiến thắng. Lý Thủ Trinh tin vào điều này và tiếp tục kháng cự (tiết độ sứ Định Nan Lý Di An định giúp đỡ ông nhưng nghe tin Hà Đông bị cô lập hoàn toàn nên đã từ bỏ ý định). Khi sứ giả của Lý Thủ Trinh đến được Nam Đường, Hoàng đế Nam Đường Lý Cảnh đã dự định đem quân đi cứu nhưng cuối cùng cho rằng sẽ không thể tiến được đến Hộ Quốc nên đã bỏ dở chiến dịch. Đường chủ viết một lá thư yêu cầu Lưu Thừa Hữu tha tội cho Lý Thủ Trinh nhưng Hán đế không đọc nó.
Mùa xuân năm 949, lợi dụng cuộc tấn công của Hậu Thục để phá vây cho Vương Cảnh Sùng (bị bao vây bởi Triệu Huy và Quách Uy đã rời Hà Trung để trợ chiến cho Triệu), Lý Thủ Trinh sai Vương Kế Huân chỉ huy một cuộc phá vây. Tuy nhiên, trước khi Vương tấn công thì Quách Uy đã trở lại từ hướng Tây và cuộc tấn công của Vương thất bại, bản thân ông ta bị thương nặng.
Hè năm 949, lương thảo trong Hà Trung đã cạn kiệt và 50 - 60% dân chúng đã chết. Lý Thủ Trinh cố gắng phá vây ra nhưng lại thất bại. Nhân cơ hội đó, Quách Uy quyết định sẽ tấn công vào thành. Mùa thu năm 949, thành ngoài thất thủ và Lý Thủ Trinh rút vào nội thành. Các tướng của Quách Uy muốn tiếp tục công thành, nhưng Quách quyết định không làm, ông tin rằng Lý sẽ có thể phản công đợt cuối cùng nên đã vây nội thành. Sau đó, Lý Thủ Trinh cùng vợ và một số thành viên gia đình, bao gồm cả Lý Sùng Huấn đã tự thiêu. Quách Uy sau đó tiến vào nội thành và bắt những người con trai còn lại của Lý, các quan đại thần, tướng lĩnh và cả Tông Luân, giải về Khai Phong và xử tử.